# Pogonie langue-de-serpent
Pogonia ophioglossoides
Espèce
Classification APG III (2009)
La Pogonie langue-de-serpent (Pogonia ophioglossoides) est une espèce de plantes de la famille des Orchidaceae. Elle est originaire d'Amérique du Nord.